# Aprostocetus nigrithorax
Aprostocetus nigrithorax är en stekelart som beskrevs av Girault 1913. Aprostocetus nigrithorax ingår i släktet Aprostocetus och familjen finglanssteklar. Inga underarter finns listade i Catalogue of Life.